# والری هاروتیونوف
والری هاروتیونوف (ارمنی: Վալերի Հարությունով؛ زادهٔ ۲۰ مارس ۱۹۴۹ در ایروان) کشتی‌گیر در رشته کشتی فرنگی اهل ارمنستان است که برندهٔ مدال برنز مسابقات قهرمانی کشتی جهان ۱۹۷۴ شده‌است. هاروتیونوف همچنین در مسابقات قهرمانی کشتی اروپا در وزن ۵۲ کیلوگرم برنده ۲ مدال نقره و ۱ مدال برنز، شده‌است.